# Acanthocythereis
Acanthocythereis is een geslacht van kreeftachtigen uit de klasse van de Ostracoda (mosselkreeftjes).

## Soorten
- Acanthocythereis abundans  (Bertels, 1969) Bertels, 1975 †
- Acanthocythereis acroreticulata Finger, 1983 †
- Acanthocythereis agapensis Lev, 1983
- Acanthocythereis alacris Al-Furaih, 1980 †
- Acanthocythereis araneosa Howe, 1963 †
- Acanthocythereis ascolii (Puri, 1963) Bonaduce, Ciampo & Masoli, 1976 †
- Acanthocythereis bhujensis (Tewari & Tandon, 1960) Guha, 1968 †
- Acanthocythereis colini Sciuto, 2014 †
- Acanthocythereis conjuncta Al-Furaih, 1980 †
- Acanthocythereis decoris (Siddiqui, 1971) Siddiqui, 1980 †
- Acanthocythereis dohukensis Khalaf, 1982 †
- Acanthocythereis echinata (Hu, 1981) Hu, 1983 †
- Acanthocythereis ferox (Brady, 1868) Sissingh, 1972
- Acanthocythereis florienensis (Howe & Chambers, 1935) Hazel, Mumma & Huff, 1980 †
- Acanthocythereis fungosa Al-Furaih, 1980 †
- Acanthocythereis gujaratensis Khosla & Pant, 1988 †
- Acanthocythereis hapsida (Bold, 1960) Bold, 1972 †
- Acanthocythereis horrida (Sars, 1866)
- Acanthocythereis howei Huff, 1970 †
- Acanthocythereis hystrix (Reuss, 1850) Sissingh, 1972 †
- Acanthocythereis incerta Mckenzie & Reyment & Reyment, 1991 †
- Acanthocythereis indica (Rajagopalan, 1962) Nagori, 1993 †
- Acanthocythereis indicata (Sohn, 1970) Sohn, 1972 †
- Acanthocythereis inermis Bonaduce, Ruggieri, Russo & Bismuth, 1992 †
- Acanthocythereis massorensis Honigstein, 1984 †
- Acanthocythereis micromma (Sohn, 1970) Sohn, 1972 †
- Acanthocythereis multibulbosa Al-Furaih, 1980 †
- Acanthocythereis multispicata Howe & Howe, 1973 †
- Acanthocythereis multispinosa (Sohn, 1970) Sohn, 1972 †
- Acanthocythereis multispinosa Al-Furaih, 1984 †
- Acanthocythereis munechikai Ishizaki, 1981 †
- Acanthocythereis mutsuensis Ishizaki, 1971
- Acanthocythereis niameyensis Carbonnel, Alzouma & Dikouma, 1990 †
- Acanthocythereis niitsumai (Ishizaki, 1971) Hu, 1986
- Acanthocythereis noblissima (Swain, 1963) Schmidt, 1967 †
- Acanthocythereis ornata (Mueller, 1894) Malz & Jellinek, 1984
- Acanthocythereis oxyderca Al-Furaih, 1980 †
- Acanthocythereis panti Khosla & Nagori, 1989 †
- Acanthocythereis postcornis (Siddiqui, 1971) Ahmad, Neale & Siddiqui, 1991 †
- Acanthocythereis posterotubera Al-Furaih, 1980 †
- Acanthocythereis princegeorgensis Hazel, 1968 †
- Acanthocythereis procapsus (Siddiqui, 1971) Bhandari, 1992 †
- Acanthocythereis projecta Bassiouni, 1969 †
- Acanthocythereis prora Al-Furaih, 1980 †
- Acanthocythereis reticulata Smith (J. K.), 1978 †
- Acanthocythereis reticulospinosa (Bold, 1946) Bold, 1964 †
- Acanthocythereis retispinata Bhandari, 1992 †
- Acanthocythereis salahii Bassiouni, 1969 †
- Acanthocythereis salehi Al-Furaih, 1984 †
- Acanthocythereis senticosa (Baird, 1850) Sissingh, 1972
- Acanthocythereis sinensis (Hu, 1981) Hu, 1984 †
- Acanthocythereis spiniferrima (Jones & Sherborn, 1889) Howe, 1963 †
- Acanthocythereis spinomuralis Howe & Howe, 1973 †
- Acanthocythereis spinosa (Hu & Yang, 1975)
- Acanthocythereis spinosa (Lienenklaus, 1900) Moos, 1968 †
- Acanthocythereis spongiosa Al-Furaih, 1980 †
- Acanthocythereis stenzeli (Stephenson, 1946) Howe, 1963 †
- Acanthocythereis stymatoura Al-Furaih, 1980 †
- Acanthocythereis subsequenta Benson, 1977 †
- Acanthocythereis tsurugasakensis Tabuki, 1986 †
- Acanthocythereis uniformiteris Hu, 1984 †
- Acanthocythereis walpolei (Bold, 1946) Bold, 1966 †
- Acanthocythereis washburni (Stephenson, 1944) Carreno & Cronin, 1993 †
- Acanthocythereis washingtonensis Hazel, 1968 †
- Acanthocythereis wenzhouensis Yang, 1990 †